# Don Collier
Don Collier (Santa Mónica, 17 de octubre de 1928-Harrodsburg, 13 de septiembre de 2021) fue un actor estadounidense.

## Carrera
Nacido en Santa Mónica, California, después de graduarse de la escuela secundaria se unió a la Marina de los Estados Unidos al final de la Segunda Guerra Mundial. A su regreso a California obtuvo un papel en la película de 1948 Massacre River. Jugó al fútbol americano en la Universidad Brigham Young, y en otros equipos universitarios. Collier ha realizado más de setenta actuaciones entre películas y programas de televisión. Actuó en películas junto a John Wayne, Robert Mitchum, Anthony Quinn, Dean Martin, Tom Selleck, James Arness y Elvis Presley. Después de Massacre River, tuvo un papel en Fort Apache (1948). Protagonizó la serie de la NBC Outlaws, y también interpretó a Sam Butler en la clásica serie The High Chaparral.
Murió el 13 de septiembre de 2021 a los noventa y dos años a causa de un cáncer de pulmón.

## Filmografía parcial
- 1960: Outlaws
- 1962: Safe at Home!
- 1963: Temple Houston
- 1964: The Virginian
- 1965: Wagon Train
- 1965: Branded
- 1966: Incident at Phantom Hill
- 1966: Paradise, Hawaiian Style
- 1966: El Dorado
- 1967: The War Wagon
- 1967: The High Chaparral
- 1968: 5 Card Stud
- 1969: The Undefeated
- 1970: Flap
- 1972: Bonanza
- 1973: Key West - Telefilm
- 1974: Gunsmoke
- 1977: Aspen - Miniserie
- 1978: Kate Bliss and the Ticker -Tape Kid - Telefilm
- 1979: Mr. Horn -Telefilm
- 1979: The Sacketts - Telefilm
- 1983: The Winds of War - Miniserie
- 1988: Once Upon a Texas Train - Telefilm
- 1989-1992: The Young Riders (serie de televisión)
- 1990: Kid
- 1992: Gunsmoke: To the Last Man
- 1995: Bonanza: Under Attack

## Enlaces exterbos
- Don Collier en Internet Movie Database (en inglés).

- Datos: Q644092
- Multimedia: Don Collier / Q644092